# بنای امامزاده سلیمان
بنای امامزاده سلیمان مربوط به سده‌های اولیه دوران‌های تاریخی پس از اسلام است و در شهرستان تاکستان، نهاوند، در کنار گورستان واقع شده و این اثر در تاریخ ۲۵ اسفند ۱۳۸۰ با شمارهٔ ثبت ۵۴۸۰ به‌عنوان یکی از آثار ملی ایران به ثبت رسیده است.